# Ministerstwo Zasobów Naturalnych i Ochrony Środowiska (Białoruś)
Ministerstwo Zasobów Naturalnych i Ochrony Środowiska Republiki Białorusi (biał. Міністэрства прыродных рэсурсаў і аховы навакольнага асяроддзя Рэспублікі Беларусь; ros. Министерство природных ресурсов и охраны окружающей среды Республики Беларусь) – białoruski organ administracji państwowej  odpowiedzialny za eksploatację zasobów naturalnych i ochronę środowiska.

## Historia
Pierwszym organem administracji rządowej zajmującym się ochroną środowiska na Białorusi był powołany w 1960 Komitet Ochrony Przyrody Białoruskiej Socjalistycznej Republiki Sowieckiej. Podczas reorganizacji Rady Ministrów BSRR z 16 lipca 1990 zmieniono jego nazwę na Państwowy Komitet Ekologii Białoruskiej SRR (po uzyskaniu niepodległości w 1991 Państwowy Komitet Ekologii Republiki Białorusi). 14 marca 1994 Komitet uzyskał rangę ministerstwa i otrzymał obecną nazwę.

## Kierownictwo
- Siarhiej Maslak – minister zasobów naturalnych i ochrony środowiska
- Aleksandr Korbut – pierwszy wiceminister zasobów naturalnych i ochrony środowiska
- Iwan Prychodźka – wiceminister zasobów naturalnych i ochrony środowiska
- Wiktar Hałanau – wiceminister zasobów naturalnych i ochrony środowiska[2]

## Struktura organizacyjna
- Zarząd Gospodarki i Finansów
  - Grupa rachunkowości i raportowania
- Zarząd Wsparcia Prawnego
- Sektor Zasobów Ludzkich
- Główny Zarząd Regulacji Gospodarki Odpadami, Różnorodności Biologicznej i Krajobrazowej
  - Zarząd Regulacji Gospodarki Odpadami
  - Zarząd Różnorodności Biologicznej i Krajobrazowej
  - Dział Różnorodności Biologicznej
- Główny Zarząd Polityki Środowiskowej, Współpracy Międzynarodowej i Nauki
  - Dział Współpracy Międzynarodowe
  - Zarząd Pracy Analitycznej, Nauki i Informacji
  - Zarząd Koordynacji Kontroli Działania
- Sektor Ochrony Tajemnic Państwowych i Przygotowań do Mobilizacji
- Zarząd Regulacji Powietrza Atmosferycznego, Zmian Klimatu i Ekspertyz
  - Dział Państwowej Ekspertyzy Środowiskowej
- Główny Zarząd Zasobów Naturalnych
  - Zarząd Geologii
  - Dział Wykorzystania i Ochrony Zasobów Wodnych
- Zarząd Wsparcia Organizacyjnego i Informatyzacji
  - Oddział Biurowy i Zabezpieczenie Materiałowo-Technicznego
  - Grupa Zabezpieczenie Programistyczno-Informatycznego[3]

Ministerstwu podlegają obwodowe komitety ds. zasobów naturalnych i ochrony środowiska.